# The Affair (Sèrie de televisió)
The Affair és una sèrie de televisió estatunidenca creada per Sarah Treem i Hagai Levi, pel canal Showtime. Protagonitzada per Dominic West, Ruth Wilson, Maura Tierney i Joshua Jackson. La sèrie es va estrenar el 12 octubre 2014, amb 10 episodis la primera temporada, es va emetre una segona temporada de 12 episodis que va començar el 4 d'octubre de 2015. La sèrie va renovada per a una tercera temporada, amb deu nous episodis.

## Sinopsi
Noah Solloway és un professor i escriptor, que viu a Brooklyn amb la seva dona Hellen i els seus quatre fills. Aniran a passar l'estiu a casa dels avis materns a Long Island. Allà hi viu l' Alison, que treballa de cambrera en un restaurant local, casada amb en Cole, viuen amb el trauma que els va suposar perdre el seu fill dos anys abans en un accident.
La trama gira al voltant de la relació que establiran en Noah i l'Alison. Cada episodi compta en dues parts diferenciades segons els punts de vista dels dos protagonistes, i en les següents temporades també de les seves exparelles.

## Repartiment

### Personatges principals
- Dominic West: Noah Solloway
- Ruth Wilson: Alison Bailey
- Maura Tierney: Helen Solloway
- Joshua Jackson: Cole Lockhart
- Julia Goldani Telles: Whitney Solloway
- Jake Siciliano: Martin Solloway
- Jadon Sand  :Trevor Solloway
- Leya Catlett: Stacey Solloway

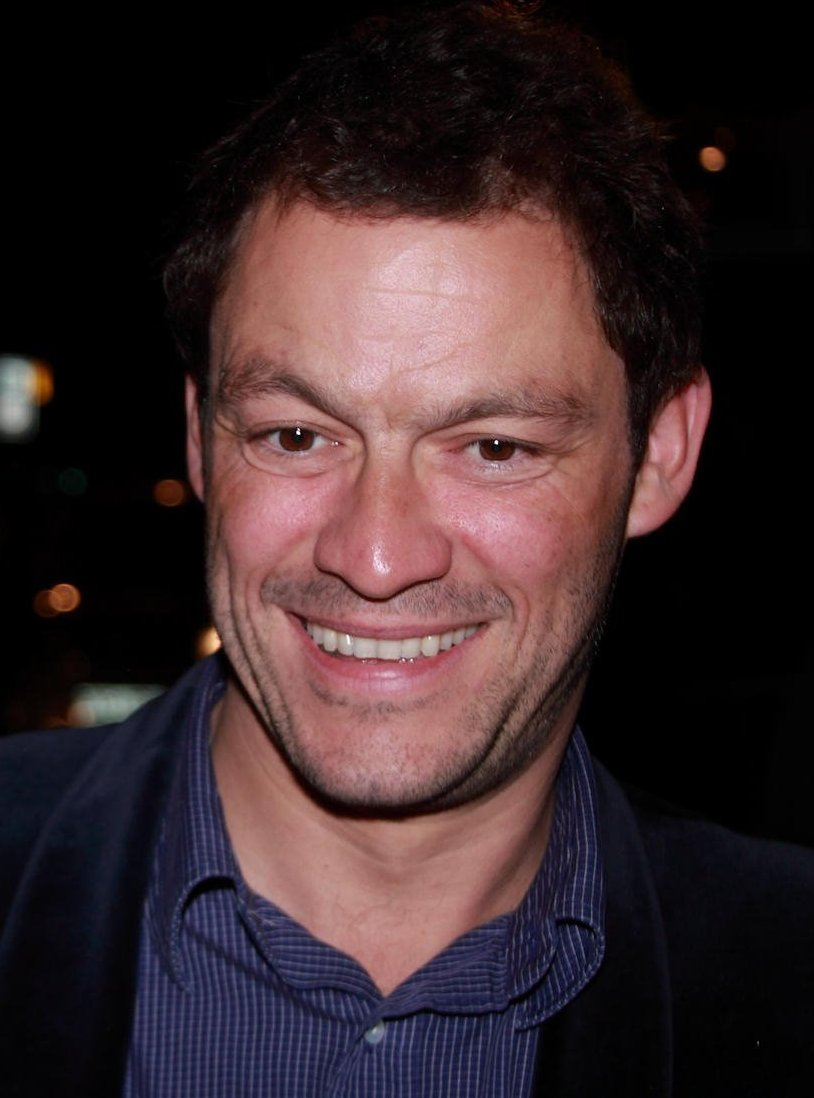
Dominic West interpreta Noah Solloway
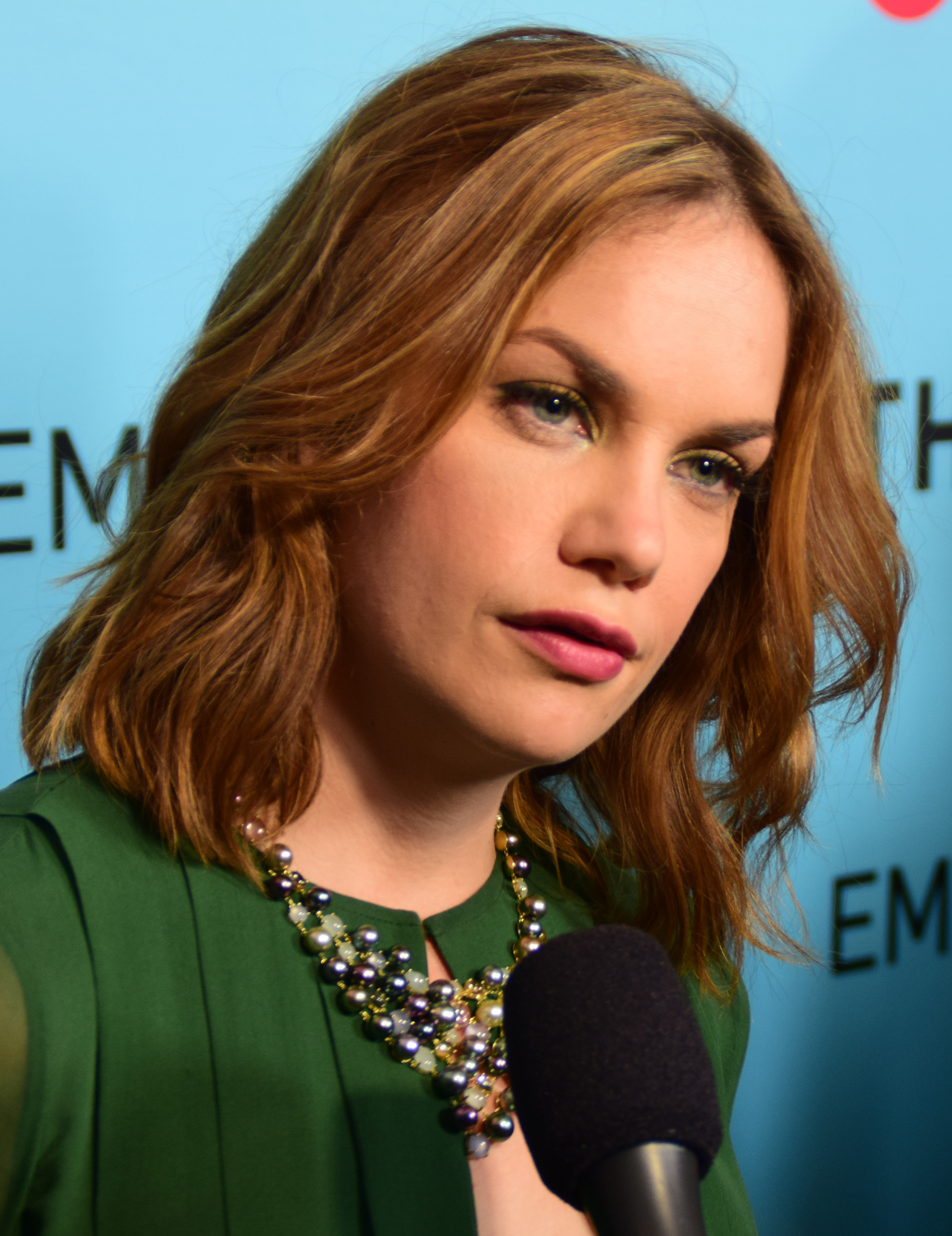
Ruth Wilson interpreta Alison Lockhart
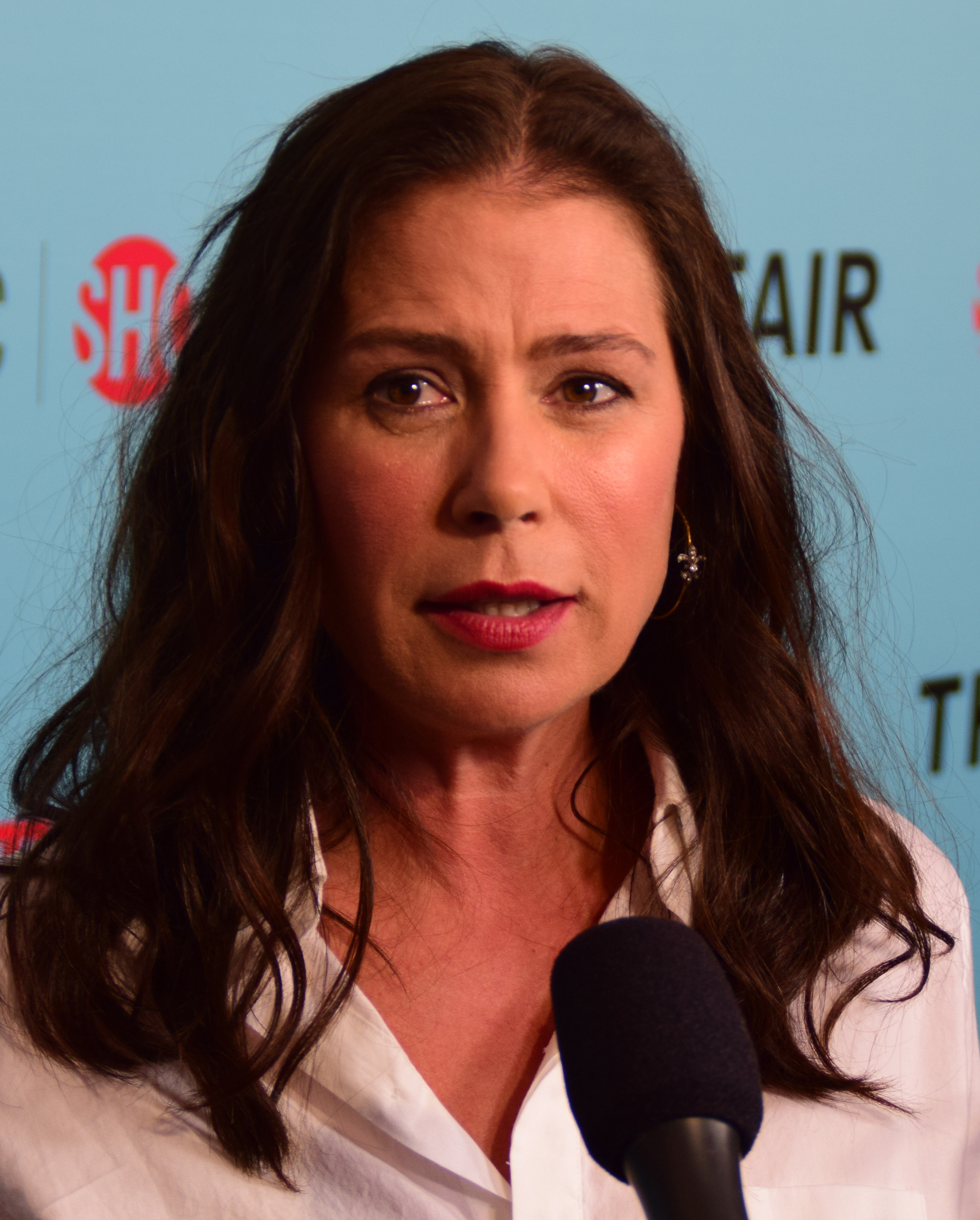
Maura Tierney interpreta Helen Solloway
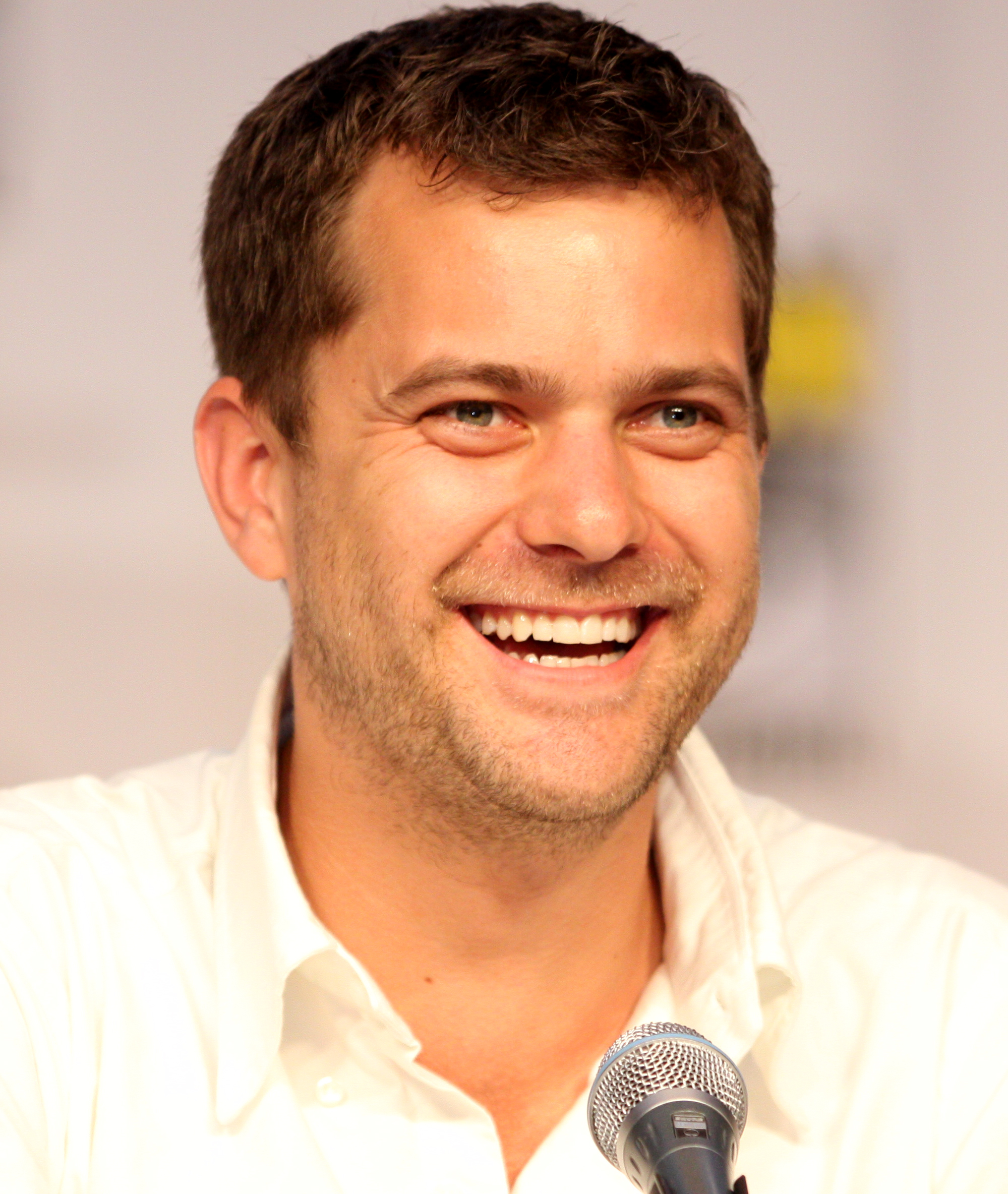
Joshua Jackson interpreta Cole Lockhart

### Personatges Secundaris
- Catalina Sandino Moreno: Luisa, esposa d'en Cole
- John Doman: Bruce Butler, pare de la Helen
- Kathleen Chalfant : Margaret, mare de la Helen
- Colin Donnell: Scotty Lockhart, germà d'en Cole
- Víctor Williams: Detectiu Jeffries
- Mare Winningham: Cherry, mare d'en Cole
- Danny Fischer: Hal, germà d'en Cole
- Michael Godere: Caleb, germà d'en Cole
- Kaija Matiss: Mary-Kate, dona d'en Hal
- Lynn Cohen: àvia de l'Alison
- Deirdre O'Connell: Athena, mare de l'Alison
- Josh Stamberg: Max, amic de Noah
- Irène Jacob: Juliette Le Gall (temporada 3)[4]

## Capítols
| Temporada | Episodis | Dates estrena episodis (EUA) | Dates estrena episodis (EUA) |
| Temporada | Episodis | inicial                      | final                        |
| 1         | 10       | 12 d'octubre de 2014         | 21 de desembre de 2014       |
| 2         | 12       | 4 d'octubre de 2015          | 20 de desembre de 2015       |
| 3         | 10       | 20 de novembre de 2016       | 29 de gener de 2017          |
| 4         | 10       | 17 de juny de 2018           | 19 d'agost de 2018           |

## Premis i nominacions
La série va guanyar el Globus d'Or a la millor sèrie dramàtica de televisió en la seva 72 edició que es va lliurar el 2015. En aquesta mateixa edició Ruth Wilson va guanyar el Globus d'Or a la millor actriu en sèrie de televisió dramàtica pel seu paper d'Alison Bailey.
El 2016 Maura Tierney va obtenir Globus d'Or a la millor actriu de repartiment en sèrie pel seu paper interpretant la Helen Solloway.